# Aleksandr Serguéyev (ajedrecista)
Aleksandr Serguéyev (Sérpujov,  Imperio Ruso, 28 de agosto de 1897 - Moscú, Unión Soviética, 24 de enero de 1970) fue un ajedrecista ruso.

## Campeonatos
Durante su carrera como ajedrecista profesional, Aleksandr Serguéyev participó en los siguientes campeonatos de ajedrez: 
| Año     | Lugar   | Ganador del campeonato |
| ------- | ------- | ---------------------- |
| 1922/23 | 3º-5º   | Nikolái Grigóriev      |
| 1924    | 6º      | Nikolái Grigóriev      |
| 1925    | 1º      | Aleksandr Serguéyev    |
| 1926    | 7º      | Abram Rabinovich       |
| 1927    | 5º-6º   | Nikolái Zubarev        |
| 1928    | 3º-4º   | Borís Verlinski        |
| 1930    | 17º     | Nikolái Zubarev        |
| 1933/34 | 19º     | Nikolái Riumin         |
| 1935    | 10º-12º | Nikolái Riumin         |

| Año  | Lugar   | Ganador del campeonato               | Ciudad     |
| ---- | ------- | ------------------------------------ | ---------- |
| 1924 | 16º-17º | Yefim Bogoliubov                     | Moscú      |
| 1925 | 9º-10º  | Yefim Bogoliubov                     | Leningrado |
| 1927 | 13º     | Fedir Bohatyrchuk y Peter Romanovski | Moscú      |